# Панатов, Геннадий Сергеевич
Геннадий Сергеевич Панатов (род. 20 марта 1940, Усть-Лабинск, Краснодарский край) — авиаконструктор, доктор технических наук (1993), лауреат Государственной премии РФ (1996).

## Биография
Геннадий Панатов родился 20 марта 1940 года в Усть-Лабинске.
В 1963 году окончил Куйбышевский авиационный институт и был направлен в Таганрог, где начал работать инженером-конструктором в ОКБ Г. М. Бериева.
В 1980 году он был назначен ведущим конструктором, а затем — заместителем главного конструктора по самолёту-амфибии А-40 «Альбатрос».
В 1990 году  главным конструктором и ответственным руководителем, а в 1992 году — генеральным конструктором и начальником ТАНТК имени Г. М. Бериева (ТАНТК).
Панатов внёс свой вклад в создание ряда самолётов ТАНТК, включая:
- пассажирский самолёт Бе-30
- самолёт-амфибия вертикального взлета и посадки ВВА-14
- самолёт Ту-142МР
- самолёт А-50
- самолёта-амфибия А-40 «Альбатрос».

Он также руководил программами создания конверсионных самолётов-амфибий, в том числе: многоцелевой самолёт-амфибия Бе-200, противопожарные Бе-12П и Бе-12П-200, опытный грузопассажирский Бе-12НХ, самолёт местных воздушных линий Бе-32К, лёгкий самолёт-амфибия Бе-103.
С 1994 по 2002 годы после акционирования ТАНТК Панатов работал генеральным конструктором и генеральным директором ОАО «ТАНТК им. Г. М. Бериева». В 2002 году он перешел на должность советника председателя Совета директоров ТАНТК по науке.

## Награды
- Орден «За заслуги перед Отечеством» IV степени (2000)
- Орден Дружбы народов (29 декабря 1992) — за большой личный вклад в развитие отечественной авиационной науки, создание новых летательных аппаратов и высокое профессиональное мастерство, проявленное в период демонстрации техники на Первой Российской выставке «Мосаэрошоу-92»[4]
- Государственная премия Российской Федерации (1996)
- Почётный авиастроитель
- Премия имени А. Н. Туполева (2009)[5] — за создание многоцелевого самолёта-амфибии Бе-200 (совместно с В. А. Кобзевым и В. П. Соколянским)